# Les Arpenteurs
Pour plus de détails, voir Fiche technique et Distribution.
Les Arpenteurs est un film suisse réalisé par Michel Soutter, sorti en 1972.
Cinquième long-métrage du réalisateur, Les Arpenteurs est présenté en compétition officielle au Festival de Cannes 1972 et reçoit la même année le Grand prix du Festival international du film de l'ensemble francophone de Dinard (FIFEF)[pas clair]. 

## Synopsis
Arpenter, c'est « marcher de long en large à grandes enjambées entre les maisons, les gens et les sentiments », indique un carton à la fin du film.

## Fiche technique
| - Titre : Les Arpenteurs - Réalisation : Michel Soutter - Scénario : Michel Soutter - Photographie : Simon Edelstein - Son : Marcel Sommerer - Montage : Joële van Effenterre - Musique : – Johannes Brahms, Intermezzo pour piano, opus 117 no 2 et Intermezzo pour piano, opus 117 no 3 ; – Franz Schubert, Fantaisie en fa mineur. | - Pays d'origine : Suisse - Langue : français - Format : noir et blanc — 16 mm - Son : monophonique - Genre : Comédie - Production : Michel Soutter, Groupe 5, Télévision suisse romande - Durée : 84 minutes - Date de sortie : 1972 |

## Distribution
- Jean-Luc Bideau : Léon, le « grand arpenteur [3]»
- Michel Cassagne : Max, le « petit arpenteur [3]»
- Jacques Denis : Lucien
- Marie Dubois : Alice Taillefert
- Benedict Gampert : Eugène
- Armen Godel : l’avocat
- William Jacques : le gendarme
- Jacqueline Moore : Ann
- Germaine Tournier : la mère d’Alice
- Nicole Zufferey : Gladys